# Kajsa Anka

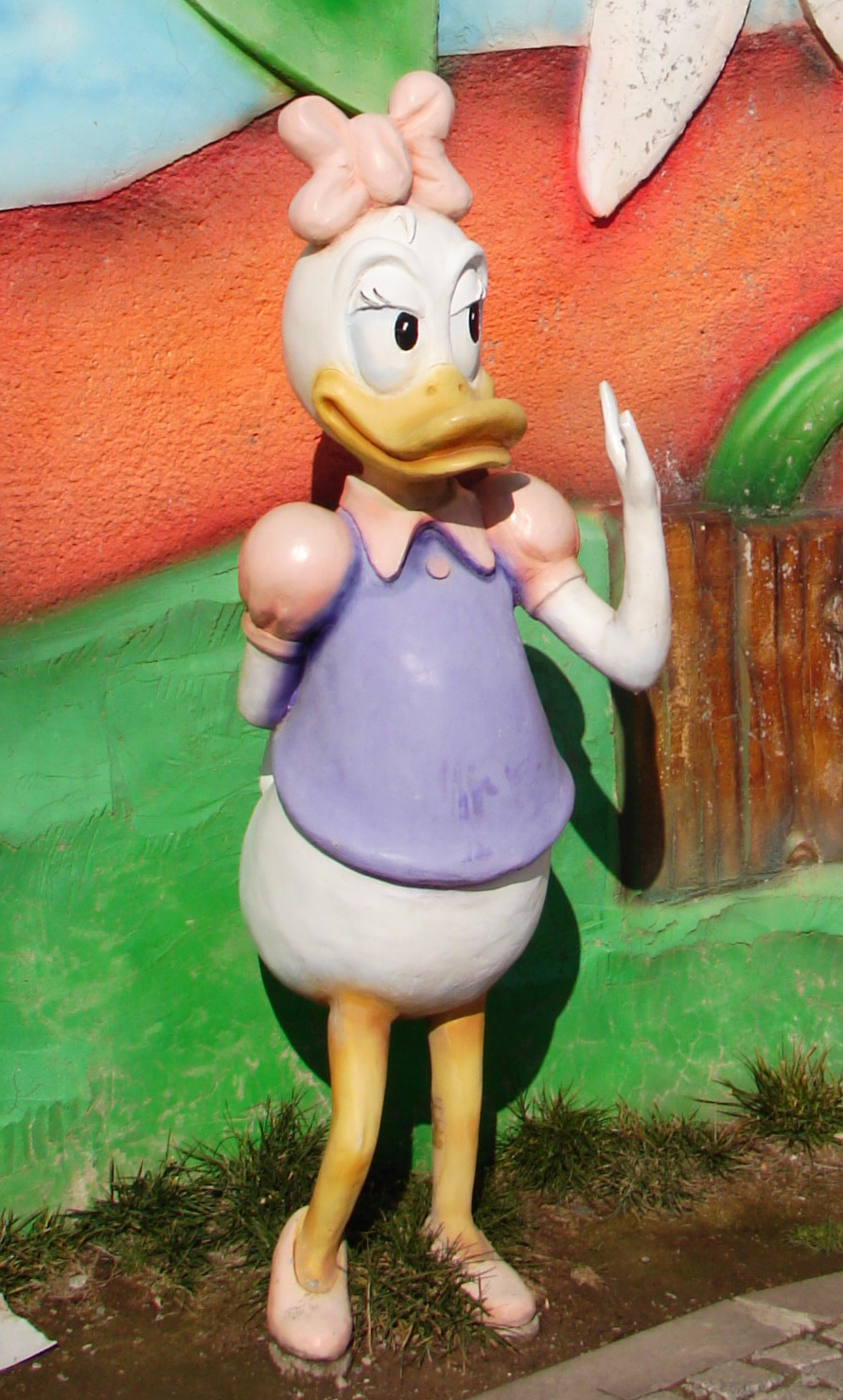
Kajsa Anka

Kajsa Anka (Daisy Duck) är en av Disneys seriefigurer. Hon fungerar som Kalle Ankas flickvän.

## Historia
En prototyp till Kajsa dök upp i den tecknade kortfilmen Don Donald som hade premiär i USA 9 januari 1937. Då var hon dock mexikanska och kallades för Donna Duck. Första framträdandet som Daisy Duck skedde i kortfilmen Mr. Duck Steps Out från 1940 (skriven av Carl Barks). Kajsa ses oftast som Kalle Ankas mer eller mindre officiella flickvän.
Kajsas röst har spelats av bland andra Clarence Nash, som också gjorde Kalle Ankas och Knattarnas engelska röster. I den dubbade versionen av serien Quack Pack spelar Marie Kühler Kajsas röst.

## Personlighet och liv
Kajsa kan bli lika hetlevrad som Kalle – i de första filmerna har de till och med precis likadana raseriutbrott – men kontrollerar sig bättre.
Kajsa har tre systerdöttrar: Kicki, Pippi och Titti. De är i samma ålder som Knattarna.
Ibland dejtar Kajsa också Kalles kusin Alexander Lukas. I Quack Pack arbetar hon som reporter i ett TV-program med Kalle som medarbetare.